# Tristramella sacra
Tristramella sacra (Syn.: Chromis paterfamiliaris, Hemichromis sacra) ist eine ausgestorbene Buntbarschart, die endemisch im israelischen See Genezareth vorkam.

## Merkmale
Tristramella sacra wird maximal 28 cm lang. 37,5 bis 43,9 % der Gesamtlänge nimmt der Kopf ein. Das Maul ist groß, der Unterkiefer steht vor. Im Oberkiefer haben die vorne zwei bis drei und an den Seiten zwei Zahnreihen. Alle Kieferzähne sind konisch. Die untere Pharyngealia ist nur wenig länger als breit und hat eine mittige Reihe großer backenzahnähnlicher Zähne. Männchen wachsen schneller und werden größer. Auf dem unteren Ast des ersten Kiemenbogens befinden sich 10 bis 13 Kiemenrechen. Ihre Flossen sind größer als die der Weibchen.
- Flossenformel: Dorsale XIII–XV/11, Anale III/8.
- Schuppenformel: SL 30–32.

Die Fische sind am Rücken olivgrün gefärbt, an den Körperseiten und am Bauch sind sie silbrig mit bläulichen Flecken. Einige längliche dunkle Flecken sind manchmal an den Körperseiten sichtbar. Die Flossen sind gelblich.

## Lebensweise
Tristramella sacra lebte im Uferbereich des See Genezareth und in Quellen in Seenähe. Die Art ist omnivor und ernährte sich vor allem von Phytoplankton, gelegentlich auch von kleinen Fischen. Die Fortpflanzungszeit dauerte von April bis Juli. Die Fische waren Maulbrüter. Gelaicht wurde in Sandmulden oder im Röhricht. Ein Gelege umfasste maximal 250 Eier.

## Taxonomie
Die Fischart wurde 1865 durch den deutschen Zoologen Albert Günther unter dem wissenschaftlichen Namen Hemichromis sacra beschrieben und 1942 Typusart der von der britischen Ichthyologin Ethelwynn Trewavas eingeführten Gattung Tristramella.